# Huage (köpinghuvudort i Kina, Hunan Sheng, lat 29,30, long 112,66)
Huage (kinesiska: 华阁, 华阁镇) är en köpinghuvudort i Kina. Den ligger i provinsen Hunan, i den södra delen av landet, omkring 130 kilometer norr om provinshuvudstaden Changsha. Antalet invånare är 66 708. Befolkningen består av 32 855 kvinnor och 33 853 män. Barn under 15 år utgör 12,0 %, vuxna 15-64 år 76 %, och äldre över 65 år 11,0 %.
Runt Huage är det tätbefolkat, med 511 invånare per kvadratkilometer. Huage är det största samhället i trakten. Trakten runt Huage består till största delen av jordbruksmark.
Genomsnittlig årsnederbörd är 1 739 millimeter. Den regnigaste månaden är maj, med i genomsnitt 294 mm nederbörd, och den torraste är december, med 38 mm nederbörd.